# Ligne Tōkyū Tōyoko
La ligne Tōkyū Tōyoko (東急東横線, Tōkyū Tōyoko-sen) est une ligne ferroviaire de la compagnie privée Tōkyū dans la région de Kantō au Japon. Elle relie la gare de Shibuya à Tokyo à celle de Yokohama dans la préfecture de Kanagawa. C'est une ligne avec un fort trafic de trains de banlieue.
Sur les cartes, la ligne Tōyoko est de couleur rouge et les stations sont identifiées par les lettres TY suivies d'un numéro. Le nom Tōyoko (東横) vient de l'association du premier idéogramme de Tokyo (東京) avec de celui de Yokohama (横浜).

## Histoire
La première section de la ligne Tōyoko a ouvert le 14 février 1926 entre Tamagawa et Kanagawa. La ligne a ensuite été prolongée à Shibuya et à Sakuragichō (Yokohama) le 31 août 1932.
Le 29 août 1964, des services interconnectés avec la ligne Hibiya du Tokyo Metro sont mis en place.
Le 30 janvier 2004, la section de Yokohama à Sakuragichō est abandonnée. Deux jours plus tard, l’interconnexion avec la ligne Minatomirai débute.
Le 16 mars 2013, la ligne est connectée à Shibuya avec la ligne Fukutoshin du Tokyo Metro, permettant des interconnexions avec les réseaux Tōbu et Seibu. L'interconnexion avec la ligne Hibiya est alors abandonnée.
Le 18 mars 2023, l'ouverture de la ligne Tōkyū Shin-Yokohama permet l'interconnexion avec le réseau Sōtetsu.

## Caractéristiques

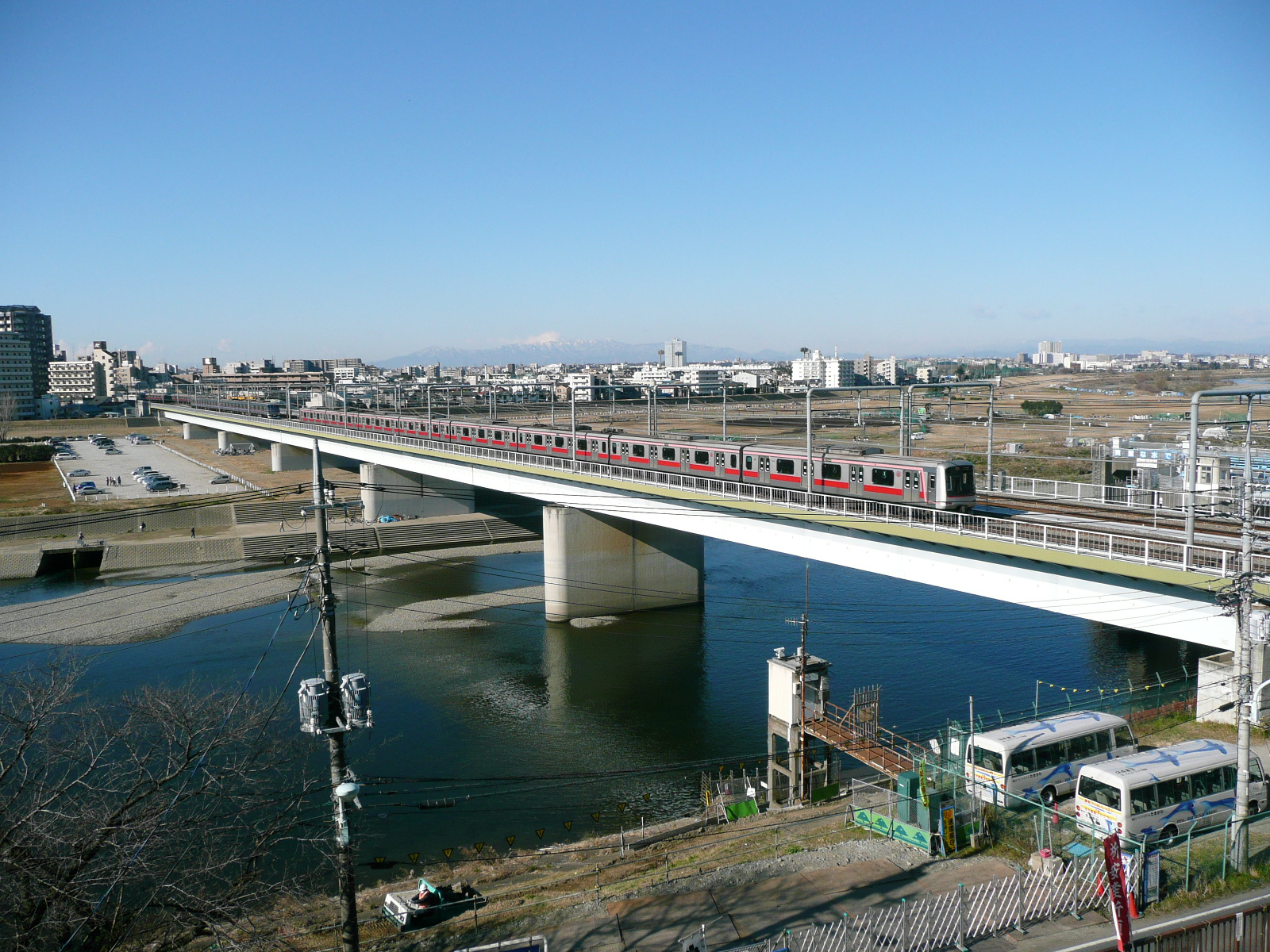
La ligne traversant le fleuve Tama.

### Ligne
- Longueur : 24,2 km
- Ecartement : 1 067 mm
- Alimentation : 1 500 Vcc par caténaire

### Interconnexion
La ligne Tōyoko est interconnectée avec la ligne Minatomirai de la Yokohama Minatomirai Railway à Yokohama, avec la ligne Shin-Yokohama à Hiyoshi et avec la ligne Fukutoshin du Tokyo Metro à Shibuya.

### Liste des gares
La ligne comporte 21 gares, identifiées de TY01 à TY21.
| Numéro | Gare             | Nom japonais | Distance (km) | Correspondances | Localisation | Localisation           |
| ------ | ---------------- | ------------ | ------------- | --- | ------------ | ---------------------- |
| TY01   | Shibuya          | 渋谷         | 0             | Tōkyū : Den-en-toshi Tokyo Metro : Hanzōmon, Fukutoshin (interconnexion), Ginza JR East : Saikyō, Shōnan-Shinjuku, Yamanote Keiō : Inokashira                                     | Shibuya      | Tokyo                  |
| TY02   | Daikan-yama      | 代官山       | 1,5           | | Shibuya      | Tokyo                  |
| TY03   | Naka-Meguro      | 中目黒       | 2,2           | Tokyo Metro : Hibiya | Meguro       | Tokyo                  |
| TY04   | Yūtenji          | 祐天寺       | 3,2           | | Meguro       | Tokyo                  |
| TY05   | Gakugei-daigaku  | 学芸大学     | 4,2           | | Meguro       | Tokyo                  |
| TY06   | Toritsu-daigaku  | 都立大学     | 5,6           | | Meguro       | Tokyo                  |
| TY07   | Jiyūgaoka        | 自由が丘     | 7,0           | Tōkyū : Ōimachi | Meguro       | Tokyo                  |
| TY08   | Den-en-chōfu     | 田園調布     | 8,2           | Tōkyū : Meguro | Ōta          | Tokyo                  |
| TY09   | Tamagawa         | 多摩川       | 9,0           | Tōkyū : Tamagawa | Ōta          | Tokyo                  |
| TY10   | Shin-Maruko      | 新丸子       | 10,3          | | Kawasaki     | Préfecture de Kanagawa |
| TY11   | Musashi-Kosugi   | 武蔵小杉     | 10,8          | JR East : Nambu, Shōnan-Shinjuku, Yokosuka | Kawasaki     | Préfecture de Kanagawa |
| TY12   | Motosumiyoshi    | 元住吉       | 12,1          | | Kawasaki     | Préfecture de Kanagawa |
| TY13   | Hiyoshi          | 日吉         | 13,6          | Tōkyū : Meguro, Shin-Yokohama (interconnexion) Métro de Yokohama : ligne verte | Yokohama     | Préfecture de Kanagawa |
| TY14   | Tsunashima       | 綱島         | 15,8          | | Yokohama     | Préfecture de Kanagawa |
| TY15   | Ōkurayama        | 大倉山       | 17,5          | | Yokohama     | Préfecture de Kanagawa |
| TY16   | Kikuna           | 菊名         | 18,8          | JR East : Yokohama | Yokohama     | Préfecture de Kanagawa |
| TY17   | Myōrenji         | 妙蓮寺       | 20,2          | | Yokohama     | Préfecture de Kanagawa |
| TY18   | Hakuraku         | 白楽         | 21,4          | | Yokohama     | Préfecture de Kanagawa |
| TY19   | Higashi-Hakuraku | 東白楽       | 22,1          | | Yokohama     | Préfecture de Kanagawa |
| TY20   | Tammachi         | 反町         | 23,3          | | Yokohama     | Préfecture de Kanagawa |
| TY21   | Yokohama         | 横浜         | 24,2          | JR East : Keihin-Tōhoku, Negishi, Tōkaidō, Yokosuka Keikyū : Keikyū Sōtetsu : Sōtetsu Métro de Yokohama : ligne bleue Yokohama Minatomirai Railway : Minatomirai (interconnexion) | Yokohama     | Préfecture de Kanagawa |

## Matériel roulant
La ligne Tōyoko est parcourue par les trains suivant :

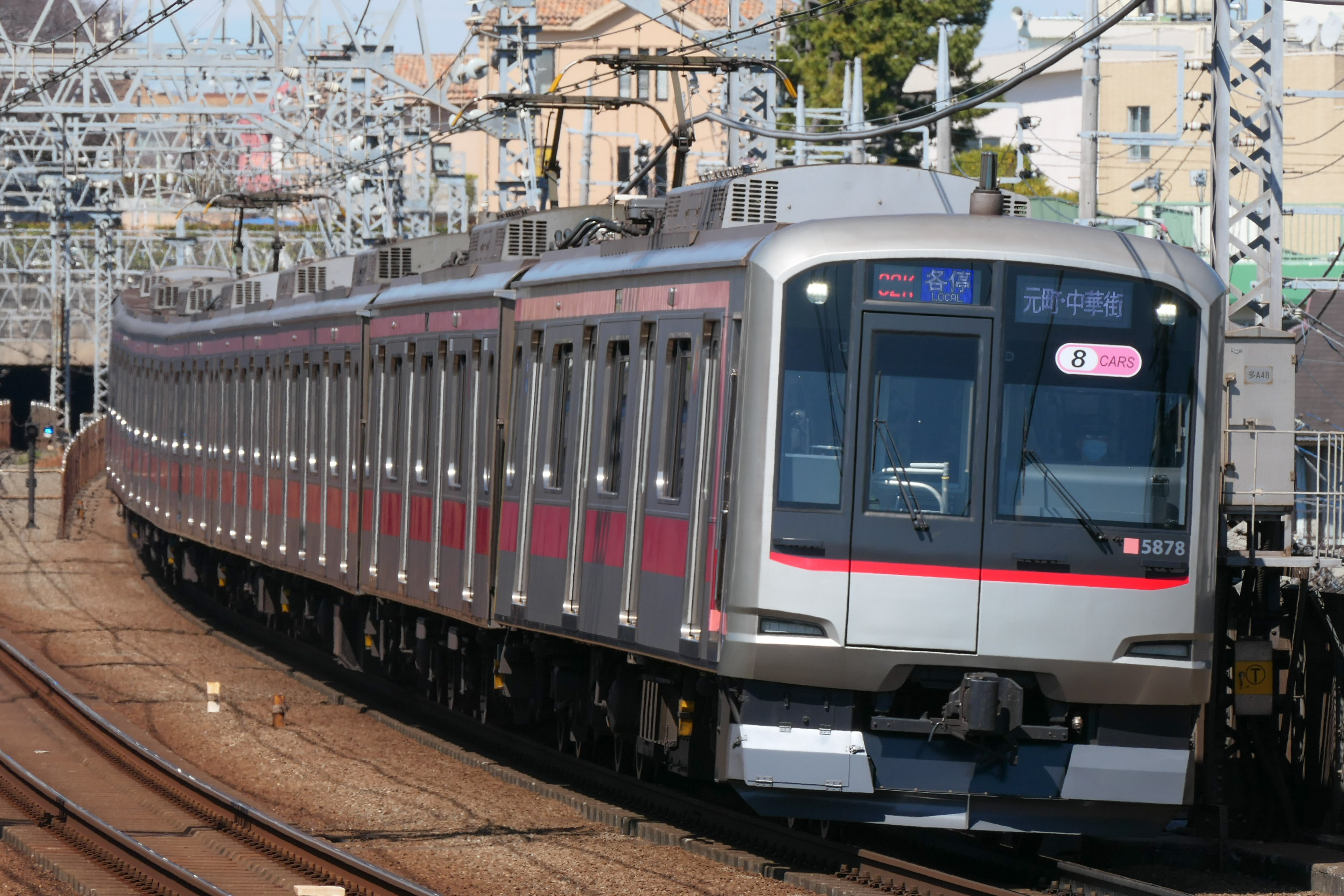
Tōkyū série 5050
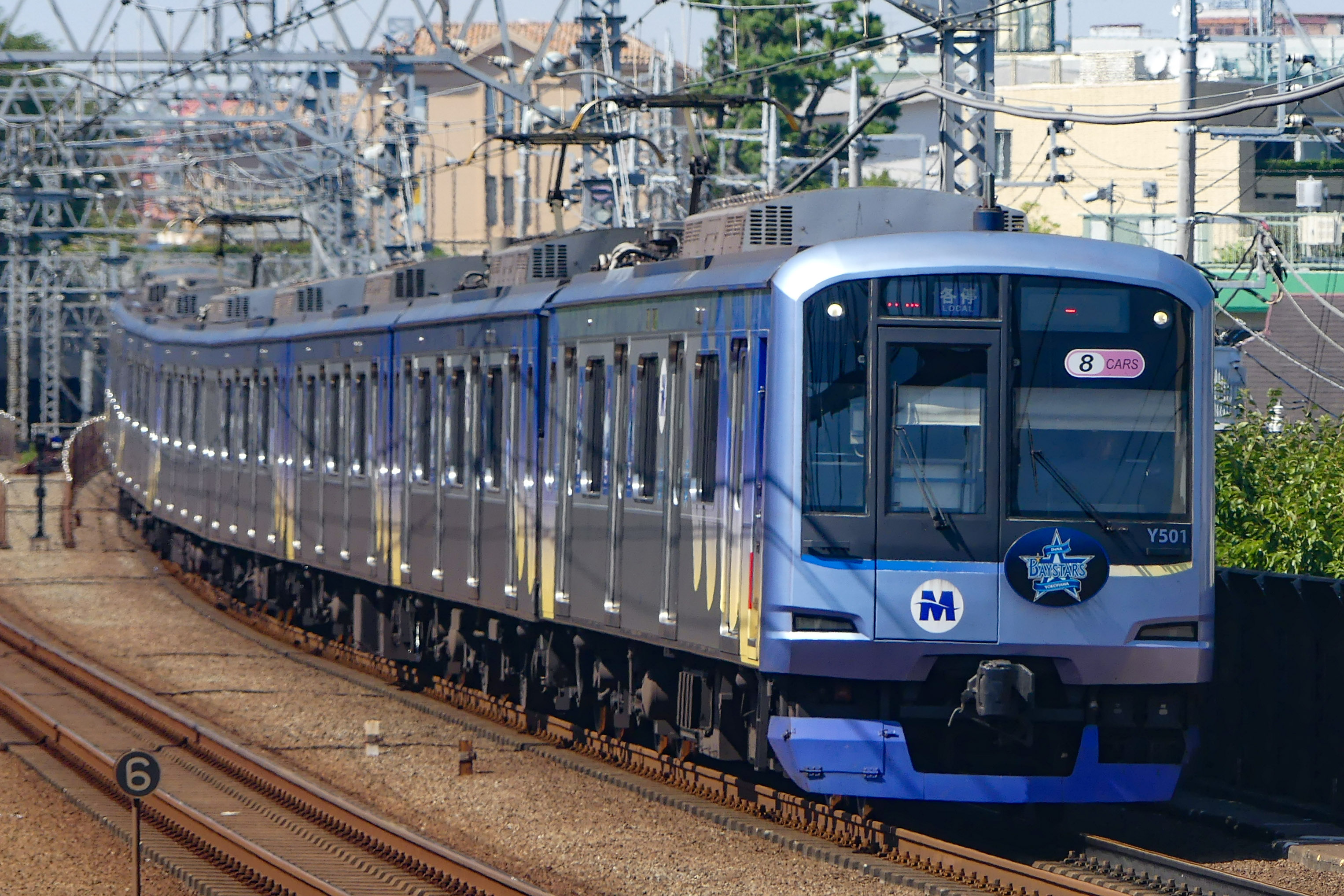
Yokohama Minatomirai Railway série Y500
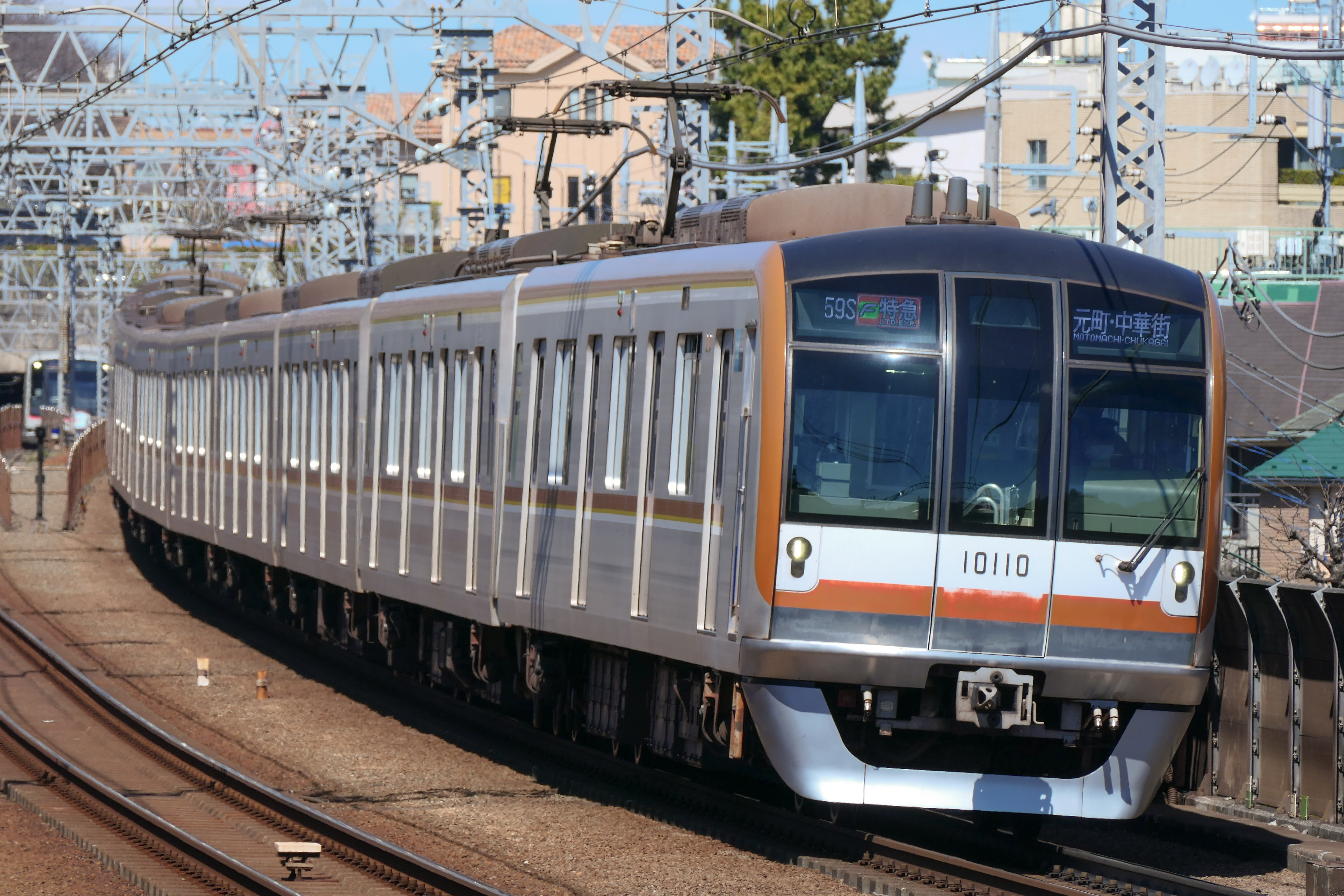
Tokyo Metro série 10000
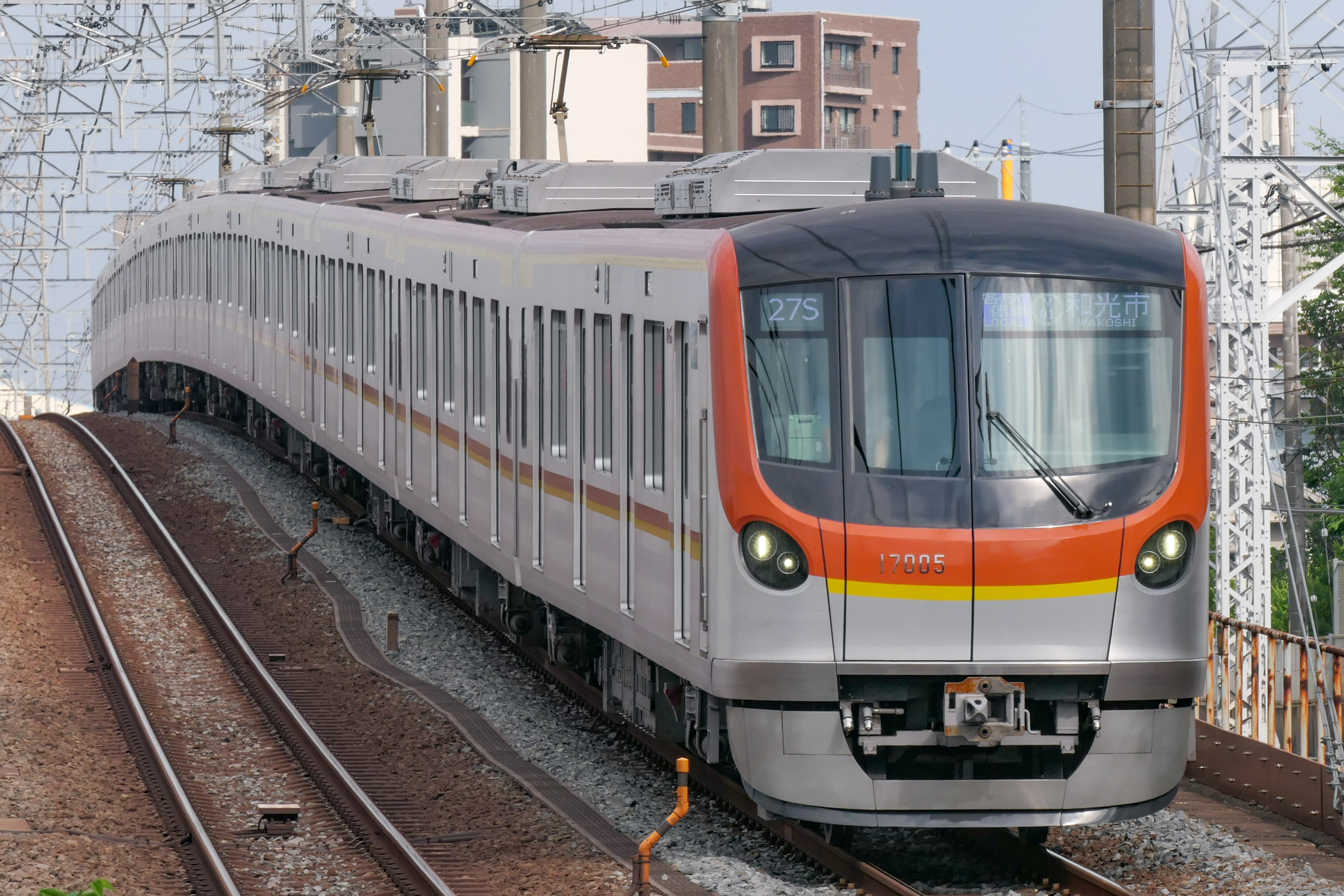
Tokyo Metro série 17000
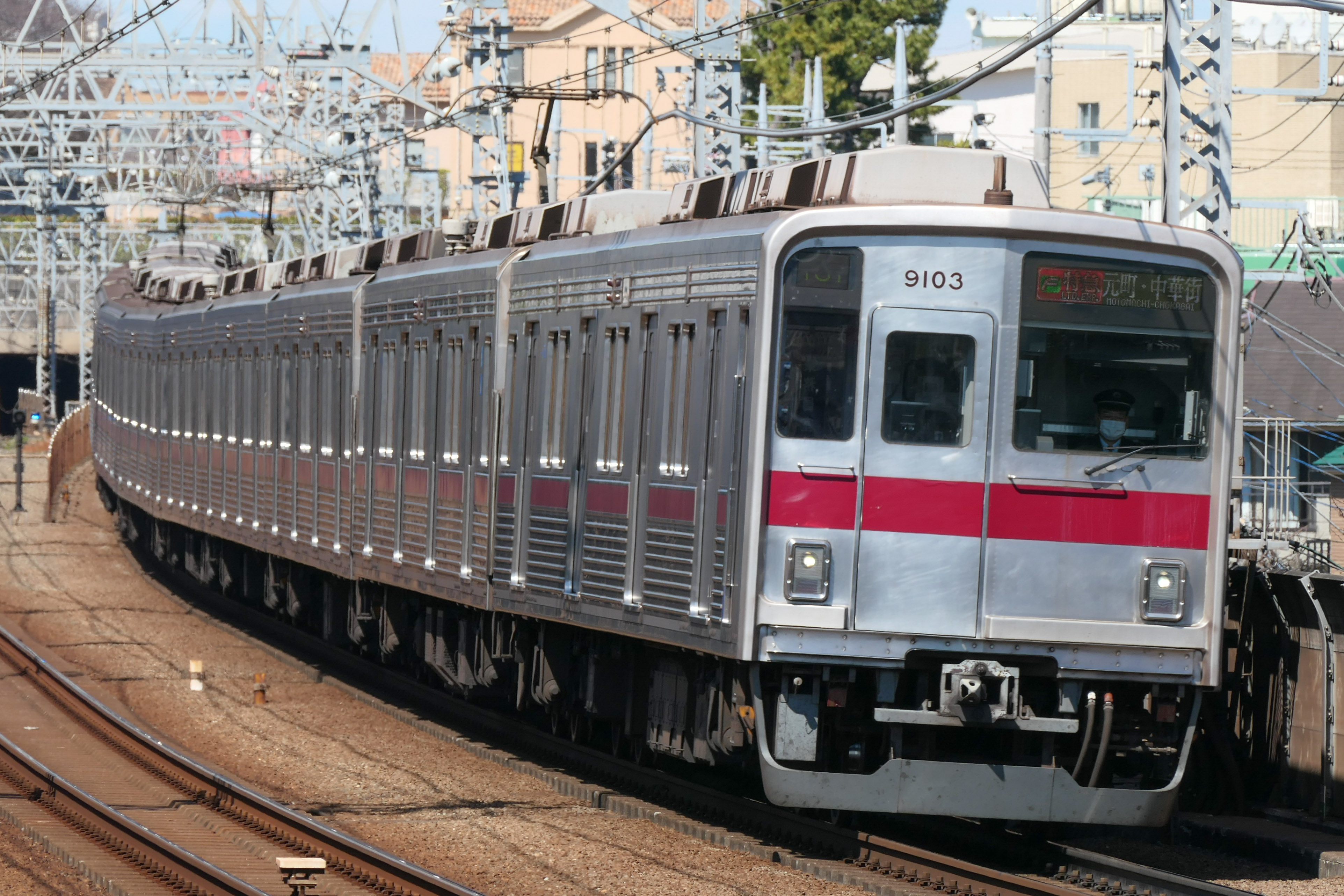
Tōbu série 9000
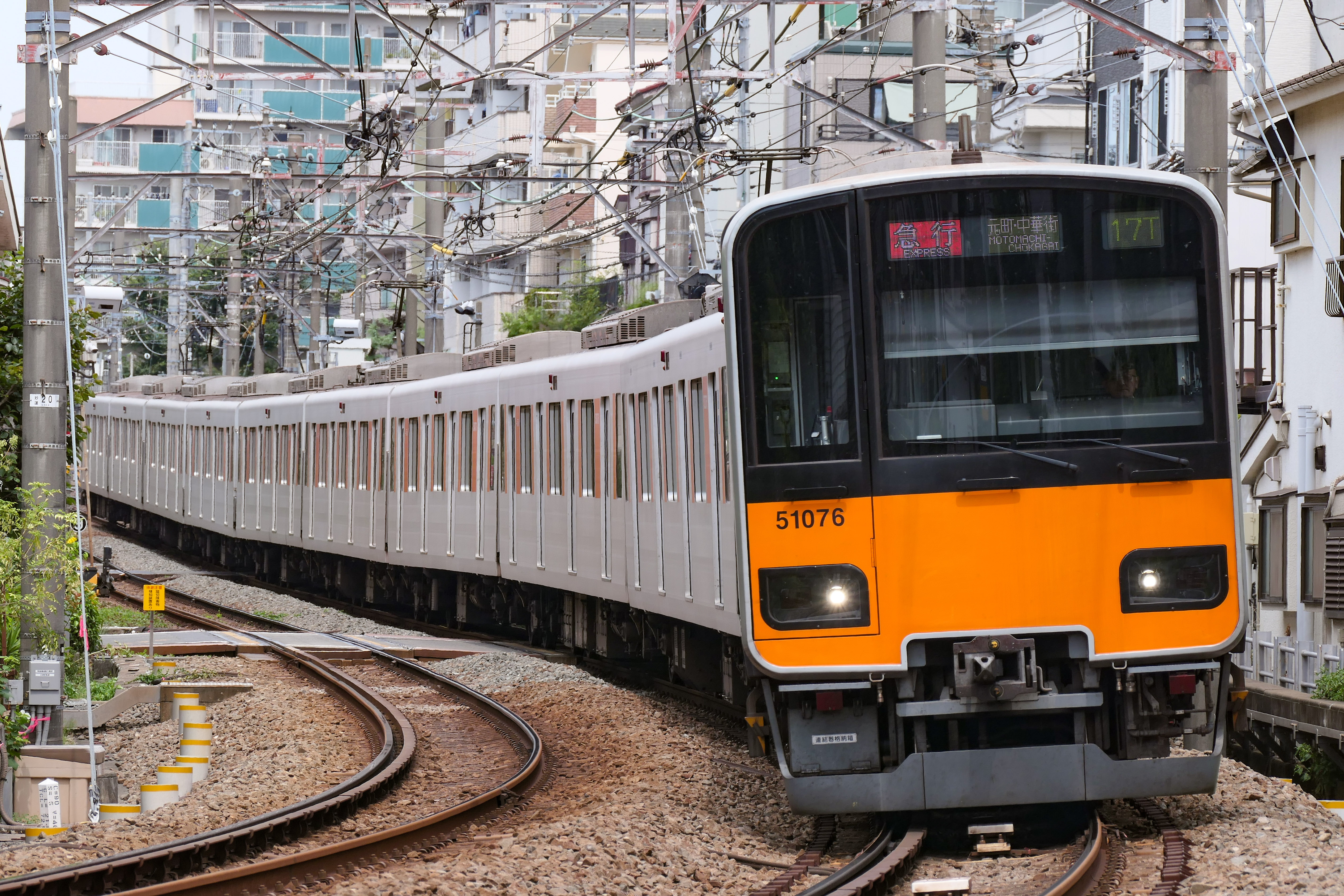
Tōbu série 50070
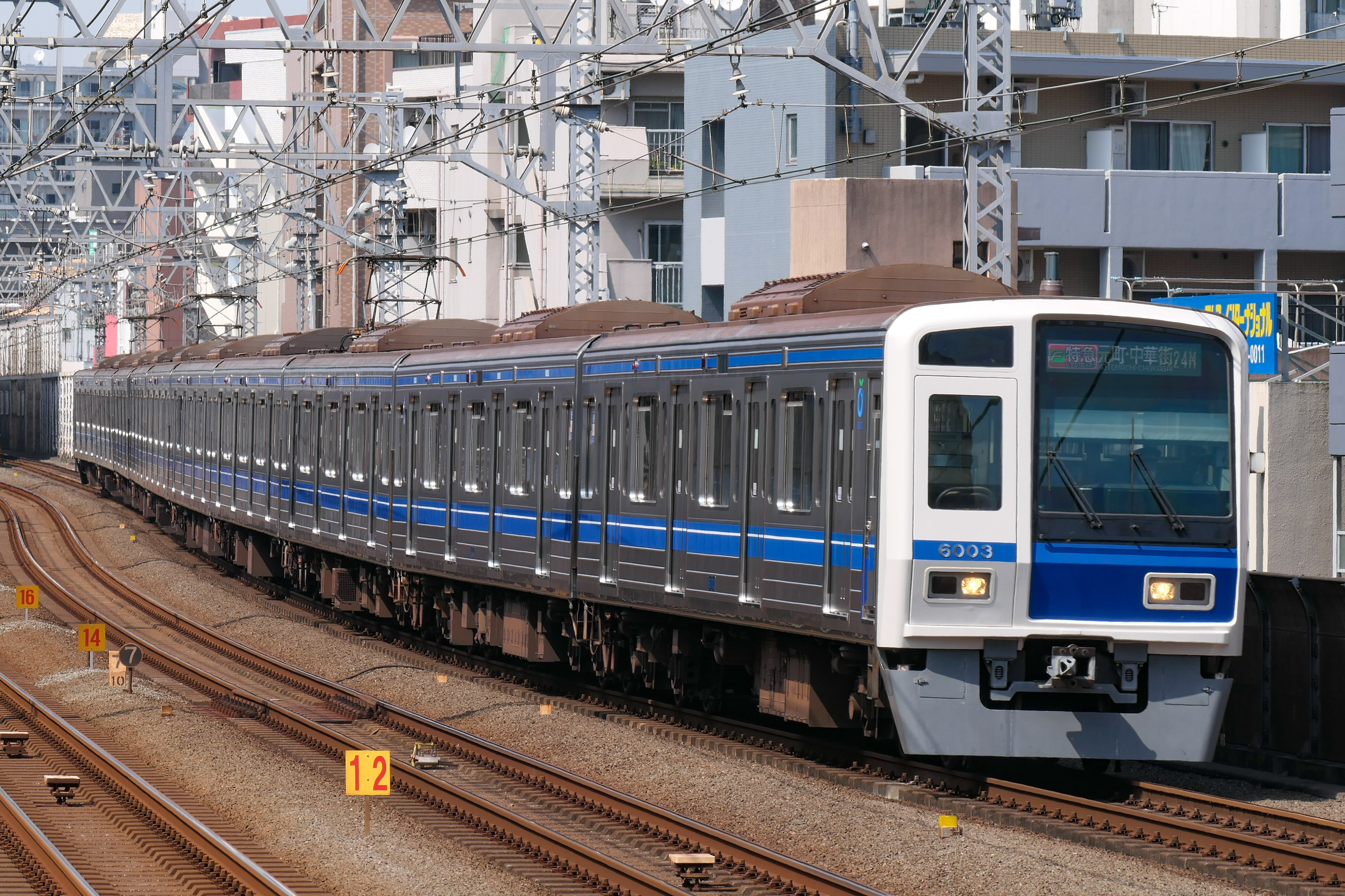
Seibu série 6000
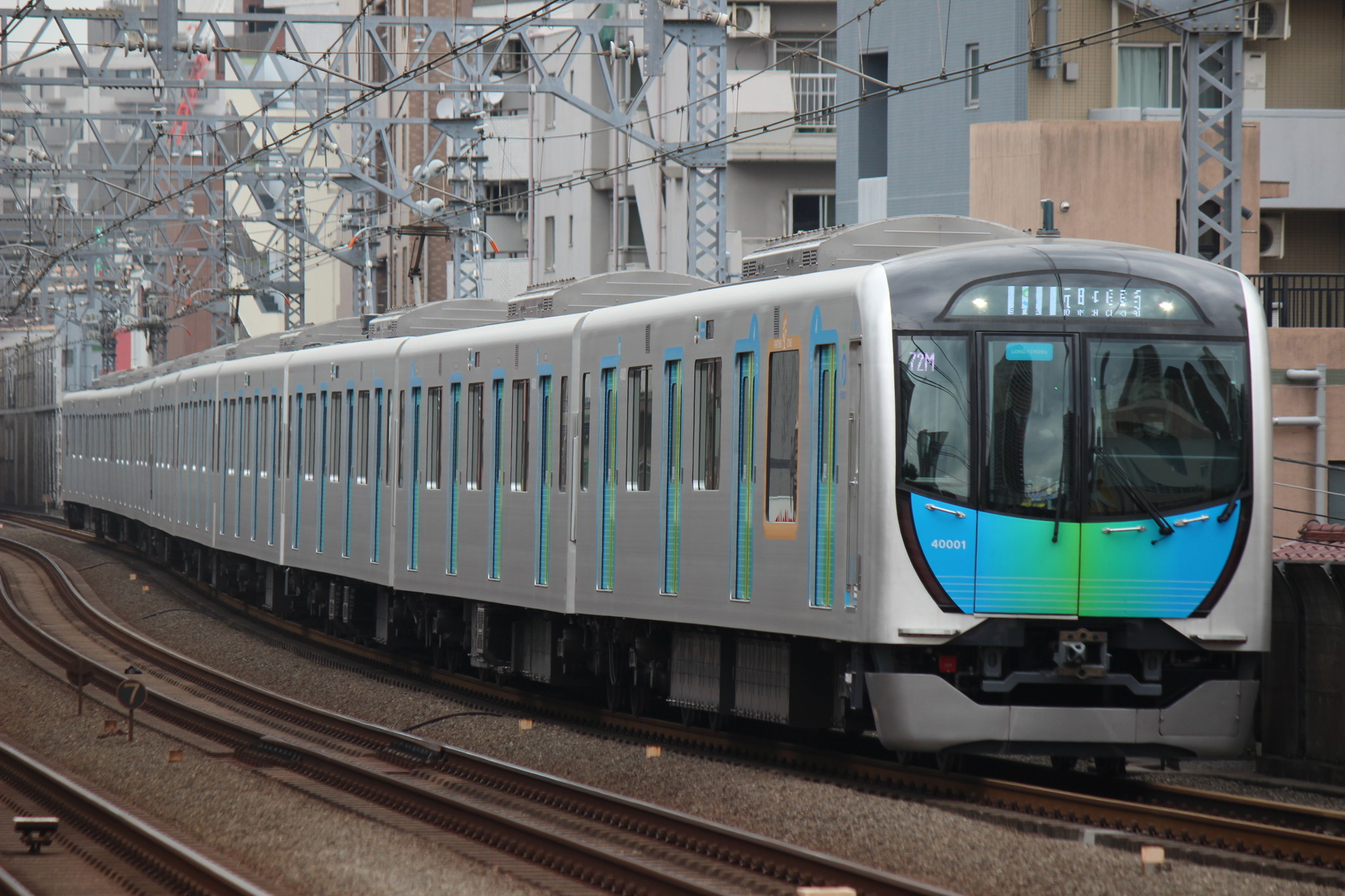
Seibu série 40000
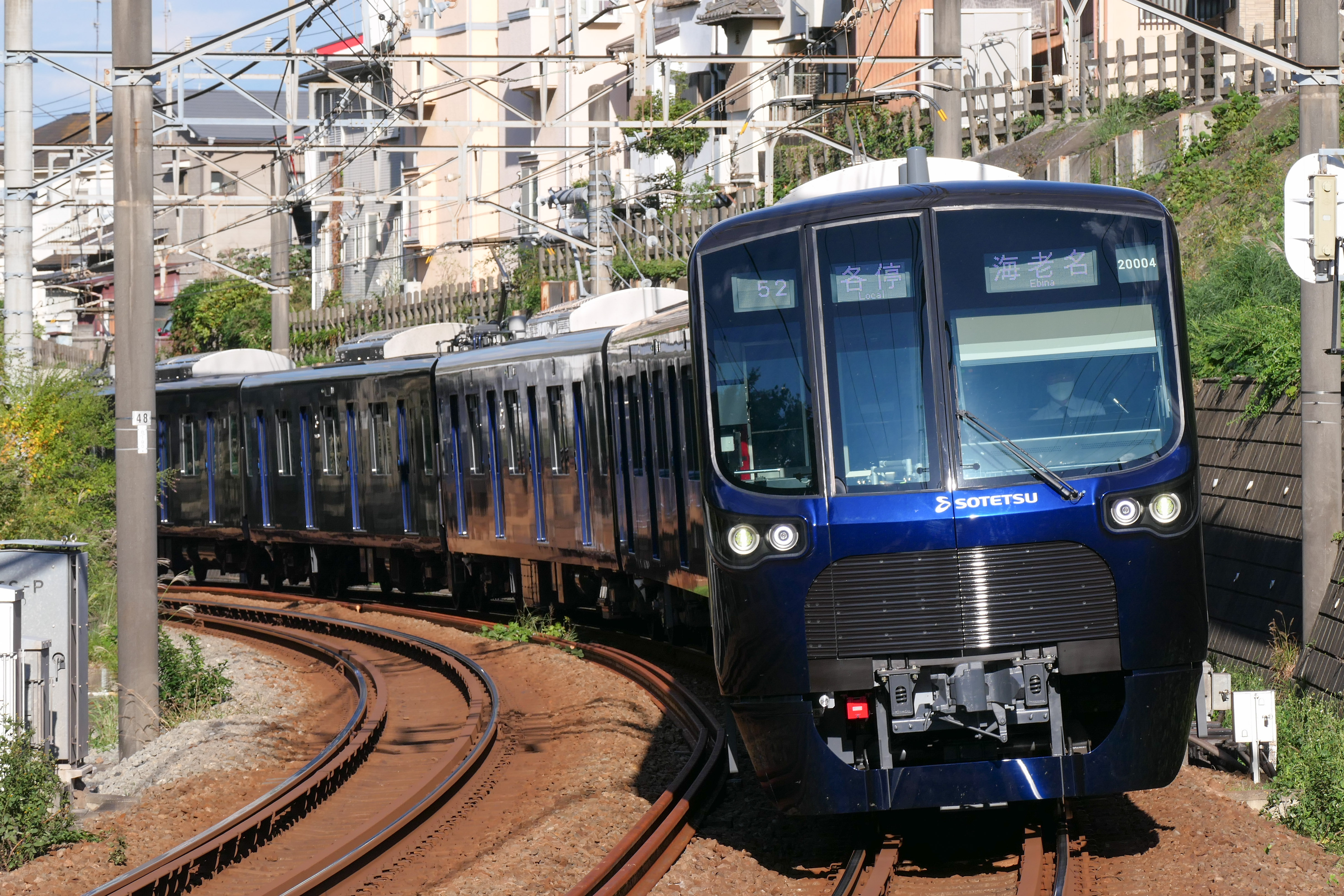
Sotetsu série 20000